# Witold Zatoński
Witold Antoni Zatoński (ur. 11 czerwca 1942 w Wołominie) – polski lekarz, specjalista chorób wewnętrznych, epidemiolog i ekspert zdrowia publicznego.

## Życiorys
W 1966 r. ukończył Akademię Medyczną we Wrocławiu i w latach 1967–1979 pracował w tejże uczelni jako lekarz internista, biochemik. W 1970 r. uzyskał specjalizację I stopnia, a w 1974 specjalizację II stopnia z zakresu medycyny wewnętrznej. W 1974 r. uzyskał stopień doktora nauk medycznych w zakresie chorób wewnętrznych. Doktorat został wyróżniony nagrodą Przewodniczącego Rady Naukowej przy Ministrze Zdrowia. W 1978 uzyskał habilitację w zakresie chorób wewnętrznych (Akademia Medyczna we Wrocławiu). W 1989 uzyskał tytuł naukowy profesora (nadany przez Prezydenta RP). W 2014 został uhonorowany tytułem doktora honoris causa Uniwersytetu w Aberdeen w Wielkiej Brytanii, a w 2024 również Uniwersytet Kaliski odznaczył go tytułem doktora honoris causa.
Przez 37 lat (1979–2016) kierował, jako Pełnomocnik Dyrektora w Centrum Onkologii - Instytucie im. Marii Skłodowskiej-Curie w Warszawie, Zakładem Epidemiologii i Prewencji Pierwotnej i Wtórnej Nowotworów. W latach 1994–2016 był Dyrektorem Collaborating Center Światowej Organizacji Zdrowia (WHO) w Warszawie.
W 2016 roku został Dyrektorem Instytutu-Europejskie Obserwatorium Nierówności Zdrowotnych Akademii Kaliskiej im. Prezydenta Stanisława Wojciechowskiego (od 1 października 2023 roku przekształconej decyzją Sejmu w Uniwersytet Kaliski).
Profesor Witold Zatoński jest badaczem koncentrującym swoje zainteresowania nad zdrowotnymi następstwami palenia tytoniu. Jest jednym z najważniejszych badaczy w tym zakresie w Polsce i na świecie. Było to powodem powierzenia mu roli Pełnomocnika Współprzewodniczącego Narodowego Programu Ograniczenia Zdrowotnych Następstw Palenia. Minister Zdrowia powierzył mu w latach 1988–2010 rolę Pełnomocnika Ministra Zdrowia, Wiceprzewodniczącego Narodowego Programu Walki z Rakiem. Jego pozycja ekspercka była przyczyną, że wicepremier Rady Ministrów, minister finansów prof. Leszek Balcerowicz powołał go w latach 1999–2000 na swojego doradcę – członka Gabinetu Politycznego. Profesor Zatoński w latach 1996–2004 pełnił funkcję Doradcy ds. Zdrowia Publicznego kolejnych premierów Rządu Rzeczpospolitej Polskiej, m.in. Premiera Włodzimierza Cimoszewicza. Z powodu Jego pozycji w świecie międzynarodowym Dyrektor Europejskiego Biura Światowej Organizacji Zdrowia w Kopenhadze powołał go w latach 1994–2016 na Dyrektora Collaborative Center Światowej Organizacji Zdrowia.
Jego zainteresowania naukowe są bardzo szerokie i obejmują biochemię molekularną (metabolizm krwinki czerwonej), informatykę medyczną (komputerowa rejestracja nowotworów złośliwych), epidemiologię opisową analityczną i kliniczną, choroby wewnętrzne, badania populacyjne retrospektywne i prospektywne przede wszystkim nowotworów, ale także schorzeń kardiologicznych i chorób alkoholowych (alkoholowa marskość wątroby) i epidemiologię zdrowia publicznego w Polsce i w Europie (patrz spis publikacji).
Największą część swojego życia naukowego poświęcił zapobieganiu rakowi płuca i innym chorobom tytoniowym. Przyczyną zainteresowania tymi problemami zdrowotnymi były doświadczenia młodego lekarza chorób wewnętrznych obserwującego gwałtowny wzrost zachorowań i umieralności na raka płuca, najpierw wśród mężczyzn, a później wśród kobiet. Badania profesora Zatońskiego udowodniły, że także w Polsce gwałtowny wzrost częstości palenia po II wojnie światowej doprowadził do epidemii tych schorzeń. Po postawieniu diagnozy epidemiologicznej, od początku lat 90. XX wieku rozpoczął szeroką kampanię zdrowia publicznego prowadzącą do zatrzymania epidemii, a następnie spadku zachorowalności (oraz umieralności) z powodu tego nowotworu. Kierował wynikającą z decyzji parlamentu polskiego uchwaloną w 1995 roku sejmową ustawą o ograniczeniu zdrowotnych następstw palenia tytoniu. Wprowadzona wielopłaszczyznowa kampania zdrowotna doprowadziła do bardzo znaczącego zmniejszenia liczby codziennych palaczy konwencjonalnych papierosów z 16 mln w 1980 roku do 7 mln w 2019 roku. Doszło do klasycznego spadku zachorowań i umieralności wynikającego z efektu: czas, kohorta, płeć po zmniejszeniu ekspozycji na czynnik sprawczy – palenie papierosów. Dane opublikowane w jednym z najbardziej prestiżowych czasopism medycznych Europy (Lancet 2017; 389: 1985–1906) wskazywały na spadek umieralności na raka płuca, jeden z najszybszych w Europie. Spadek umieralności był sterowany przez efekt czasu i kohorty.
W 2016 roku prof. Zatoński został Dyrektorem Instytutu Europejskie Obserwatorium Nierówności Zdrowotnych Uniwersytetu Kaliskiego. Od tej pory rozpoczął też kolejną interwencję przeciwko osłabieniu po roku 2015 polityki związanej ze zdrowiem publicznym, co doprowadziło do zahamowania poprawy przyrostu zdrowia (długości życia) i recesji zdrowia w Polsce (przede wszystkim z powodu chorób alkoholowych) m.in. publikując serię doniesień naukowych dokumentujących niekorzystne zmiany zdrowotne w Polsce w ostatnich latach przedstawione w wiodących czasopismach naukowych świata: The Lancet (Lancet Gastroenterol Hepatol 2020; 5(12): 1035) i Journal of the American Association (JAMA 2021; 325(11): 1108-1109).
W 2016 roku założył oraz sprawuje funkcję redaktora naukowego czasopisma Journal of Health Inequalities wydawanego przez Uniwersytet Kaliski i Fundację „Promocja Zdrowia”.

## Główne stanowiska związane z działalnością naukową
- 1967–1979 pracownik Katedry i Kliniki Medycyny Wewnętrznej we Wrocławiu, kolejno na stanowiskach: stażysty, asystenta, starszego asystenta, adiunkta
- Przez 37 lat (1979–2016) kierował jako pełnomocnik Dyrektora w Centrum Onkologii Instytucie im. Marii Skłodowskiej-Curie w Warszawie Działem Rejestracji Epidemiologii Prewencji Pierwotnej i Wtórnej Nowotworów
- Od 2016 Dyrektor Instytutu - Europejskie Obserwatorium Nierówności Zdrowotnych, Uniwersytet Kaliski

## Praca naukowa za granicą
- 1978–1979 stypendysta naukowy Fundacji Humboldta w Deutsches Krebsforschungszentrum (Niemieckie Centrum Badań nad Rakiem) w Heidelbergu
- 1980–1981 pobyt naukowy w London School of Hygiene and Tropical Medicine oraz w International Agency for Research on Cancer (IARC) Światowej Organizacji Zdrowia w Lyonie
- 1989–1990 Visiting Professor w Deutsches Krebsforschungszentrum (DKFZ) w Heidelbergu
- 1994– 2016 Dyrektor Collaborating Center Biura Europejskiego Światowej Organizacji Zdrowia, Kopenhaga (WHO)
- Po 1990 roku Profesor Honorowy/Wizytujący w wielu instytucjach naukowych na świecie, m.in.: Clinical Trial Service Unit, Green College, Oxford, Wielka Brytania; University of Aberdeen, Wielka Brytania; National Cancer Institute (NCI), Bethesda, USA; European Institute of Oncology, Mediolan, Włochy; University of Salford, Wielka Brytania; Centers for Disease Control and Prevention (CDC) Atlanta, USA; Finnish Cancer Registry, Helsinki, Finlandia; School of Public Health, Harvard University, USA;

## Członkostwo w instytucjach, korporacjach i organizacjach naukowych
- Członek Polskiego Towarzystwa Internistów
- Wiceprzewodniczący Zarządu Głównego Polskiego Towarzystwa Lekarskiego (1984–1991)
- Współtwórca Naczelnej Izby Lekarskiej
- Członek Polskiego Towarzystwa Biochemicznego
- Członek Polskiego Towarzystwa Onkologicznego
- Założyciel i członek Zarządu European Medical Association Smoking or Health
- Przewodniczący Komisji Epidemiologii (1993–1996) Komitetu Ekologii Człowieka PAN (od 1996 pod nazwą: Komitet Ekologii Człowieka i Promocji Zdrowia przy Wydziale Nauk Medycznych PAN); członek Komitetu Epidemiologii i Zdrowia Publicznego PAN (1999–2002)
- Członek Komitetu Prognoz 2000, Prezydium PAN (1996-2000)
- Członek grupy eksperckiej nadzorującej projekt Banku Światowego "Improve health status, close gap between Hungary and Western Europe" (3597-HU) (1997–2000)
- Przewodniczący projektu kontroli tytoniu w Europie Wschodniej i Centralnej, Międzynarodowa Unia Walki z Rakiem (UICC), Genewa
- Członek Zarządu Głównego Polskiej Unii Onkologii
- Założyciel i Kierownik Sekcji Epidemiologii i Prewencji Polskiego Towarzystwa Onkologicznego (1992–1999)
- Członek Komisji Profilaktyki Polskiego Towarzystwa Kardiologicznego (1993–1999)
- Wiceprezydent stowarzyszenia International Doctors Against Tobacco (1996–1998)
- Członek Zarządu ds. zdrowia publicznego, Open Society Institute, Nowy Jork (2002–2005)
- Członek Międzynarodowego Komitetu Sterującego European Society for Quality in Healthcare
- Honorowy Przewodniczący Stowarzyszenia Polskich Rejestrów Nowotworowych (od 2006)
- Członek Rządowej Rady Ludnościowej
- Członek Rady Sanitarno-Epidemiologicznej przy Głównym Inspektorze Sanitarnym (2008–2012)

## Członek komitetów redakcyjnych czasopism
„Nowotwory” od 1984 r., „Health Promotion” od 1986 r., „Polish Journal of Occupational Medicine & Environmental Health” 1987–2000, „European Journal of Oncology” od 1990 r., „Cancer Epidemiology, Biomarkers & Prevention” od 1991 r., „Tobacco Control” od 1992 r., „The Breast” 1992–2001, „Zdrowie Publiczne” 1993–2001, „Medycyna po Dyplomie” (polska wersja językowa „Postgraduate Medicine Poland”) od 1993 r., „Journal of Epidemiology and Biostatistics” od 1995 r., „Nicotine & Tobacco Research” od 1998 r., „Antyaging” od 2003 r., „Polish Population Review” od 2005; „Central European Journal of Medicine” od 2005 r.; „Health System in Transition” od 2006 r.; „Medycyna Wieku Rozwojowego” (komitet naukowy) od 2006 r.; „Medycyna Praktyczna. Onkologia” od 2007 r.; „Current Drug Abuse Reviews” od 2007 r.; „Oral Oncology” od 2007 r.; Journal of Health Inequalities od 2016 r. (współtwórca i Naczelny Redaktor Naukowy).

## Badania naukowe
W swojej pracy naukowej koncentrował się przede wszystkim na badaniach zdrowia, szczególnie epidemiologią nowotworów złośliwych i czynnikami warunkującymi stan zdrowia Polaków oraz innych mieszkańców Europy Środkowo-Wschodniej.

## Działalność pozanaukowa
- Zastępca Krajowego Specjalisty ds. Onkologii (1985–1991)
- Konsultant Światowej Organizacji Zdrowia w zakresie walki z chorobami przewlekłymi i promocji zdrowia (od 1990)
- Przewodniczący Tobacco Control Project for Eastern and Central Europe – International Union Against Cancer (UICC)
- Członek Rady Sanitarno-Epidemiologicznej Ministra Zdrowia (1992–1997), Przewodniczący Komisji Epidemiologicznej Rady (1992–1994), zastępca Przewodniczącego Rady (1994–1997)
- Założyciel, Fundator i Prezes Zarządu Fundacji „Promocja Zdrowia” (od 1992)
- Konsultant Banku Światowego ds. walki z chorobami przewlekłymi i promocji zdrowia
- Koordynator ogólnokrajowego programu ograniczenia zdrowotnych skutków palenia tytoniu, Ministerstwo Zdrowia (1995–2012)
- Doradca ds. zdrowia publicznego Premiera Rządu RP Włodzimierza Cimoszewicza (1996–1997)
- Doradca ds. zdrowia publicznego, członek gabinetu politycznego Wicepremiera Rządu RP, Ministra Finansów Profesora Leszka Balcerowicza (1997–2000)
- Członek Committee for a Tobacco Free Europe, Światowa Organizacja Zdrowia, Regionalne Biuro dla Europy, Kopenhaga (1999–2002)
- Członek Rady Naukowej przy Ministrze Zdrowia w latach (2006–2014)
- Pełnomocnik Ministra Zdrowia ds. Prewencji Pierwotnej w Narodowym Programie Zwalczania Chorób Nowotworowych (od 2006)
- Członek Rady Sanitarno-Epidemiologicznej przy Głównym Inspektorze Sanitarnym (2008–2011)

## Najważniejsze nagrody i odznaczenia (wybór)
- 1974 – Odznaka "Za wzorową pracę w służbie zdrowia" nadana przez Ministra Zdrowia i Opieki Społecznej
- 1975 – Złoty Krzyż Zasługi nadany przez Przewodniczącego Rady Państwa
- 1985 – Krzyż Kawalerski Orderu Odrodzenia Polski
- 1991 – Złoty Medal nadany przez Kwaterę Główną Światowej Organizacji Zdrowia (WHO, Genewa)
- 1993 – Medal Miasta Paryża nadany przez Jacques’a Chiraca za pracę dla poprawy zdrowia mieszkańców Europy Wschodniej
- 1997 – Krzyż Oficerski Orderu Odrodzenia Polski[2] nadany przez Prezydenta RP za pracę dla poprawy zdrowia Polaków
- 1998 – Nagroda Roku za Działalność Humanitarną w Dziedzinie Ochrony Zdrowia przyznana przez Polski Komitet Pomocy Społecznej
- 2002 – Nagroda im. Profesora Hugona Steinhausa przyznana przez Polską Fundację Upowszechniania Nauki i Towarzystwo Popierania i Krzewienia Nauk[3]
- 2004 – Medal Roku 2004 International Agency for Research on Cancer (IARC-WHO) za szczególne osiągnięcia za walkę z rakiem na świecie
- 2004 – Medal „Gloria Medicinae” – najwyższe odznaczenie Polskiego Towarzystwa Lekarskiego „Za ofiarną służbę ludziom, za najwyższy szacunek dla zdrowia i życia ludzkiego”
- 2004 – Odznaczenie Prymasa Polski Kardynała Józefa Glempa „Ecclesiae populoque servitium praestanti”
- 2005 – Odznaka Honorowa "Zasłużony dla rolnictwa" nadany przez Ministra Rolnictwa i Rozwoju Wsi
- 2006 – World Cancer Congress – American Cancer Society: Luther L. Terry Award – kategoria: the Distinguished Career Award
- 2010 – Wyróżnienie WHO i Centers for Disease Control and Prevention w Atlancie (USA) za realizację międzynarodowego projektu badawczego „Global Adult Tobacco Survey” w Polsce
- 2010 – Nagroda Zarządu Towarzystwa Medycyny Rodzinnej za wkład w rozwój medycyny rodzinnej w Polsce
- 2011 – Nagroda Miasta Kielce nadana przez Prezydenta Miasta za stworzenie i realizację projektu „PONS – Establishing infrastructure for population health study in Poland”
- 2015 – Medal Komisji Edukacji Narodowej nadany przez Ministra za szczególne zasługi dla oświaty i wychowania
- 2015 – Nagroda Polskiego Towarzystwa Kardiologicznego za wybitny wkład w poprawę zdrowia w Polsce
- 2016 – Nagroda przyznawana przez Polską Grupę Raka Płuca za wybitny wkład w epidemiologię i profilaktykę raka płuca w Polsce
- 2016 – Medal Mikołaja Kopernika nadany przez Zarząd Związku Banków Polskich w uznaniu szczególnych zasług w budowie i rozwoju sektora bankowego
- 2017 – European Network for Smoking and Tobacco Prevention (ENSP) – „20 lat - 1997–2017 Nagroda za wybitny wkład w Tobacco Control w Europie”
- 2025 – Krzyż Komandorski z Gwiazdą Orderu Odroczenia Polski[4]

## Publikacje
Autor oraz współautor ponad 730 publikacji i komunikatów naukowych, oraz autor i współautor 200 książek i rozdziałów w książkach. Większość prac naukowych ogłosił w języku angielskim. Jako jeden z czterech polskich badaczy nowotworów złośliwych figuruje na prestiżowej liście najczęściej cytowanych autorów, sporządzonej na podstawie amerykańskiej bazy danych Science Citation Index za lata 1965–2011. W roku 2024 H-Index wg Web of Science wynosi 69, a sumaryczny Impact Factor 3 613,2. Liczba cytowań wg Web of Science (bez autocytowań) wynosi 25 755.

## Najważniejsze prace oryginalne
1. Zatoński W, Kwiatkowska J, Baranowski T, Tawlas N. Badania nad aktywnością enzymów glikolitycznych erytrocytów w czerwienicy prawdziwej. Materiały IX Zjazdu Polskiego Towarzystwa Hematologicznego, Wrocław 9-11.10.1969. Acta Haemat Pol 1970; 1: 351
2. Kwiatkowska J, Zatoński W, Baranowski T. Erythrocyte phosphofructokinase alterations in polycythemia vera. Clin Chim Acta 1972; 40: 101
3. Kwiatkowska J, Zatoński W, Baranowski T. Erythrocyte phosphofructokinase and glucose-6-phosphate dehydrogenase in leukemia. Clin Chim Acta 1973; 45: 403
4. Zatoński W, Smolik R, Lange A. Próby zastosowania informatyki do badań populacyjnych. Materiały Konferencji Naukowej „Tydzień medycyny Przemysłowej PRL-NRD”, Wrocław 1974
5. Zatoński W, Kuliczkowska D, Sidorowicz W, Smolik R, Czachaj W. Metabolizm krwinki czerwonej u chorych na astmę oskrzelową. Pol Tyg Lek 1977; 32: 133
6. Kwiatkowska J, Kwiatkowska D, Andrzejak R, Zatoński W. Acquired enzymopathy of erythrocyte glucose-6-phosphate dehydrogenase in acute viral hepatitis. Clin Chim Acta 1978; 83: 75
7. Zatoński W. Rote blutkörperchen: Indikator fűr umweltgifte [Krwinki czerwone jako indykator dla trucizn środowiskowych]. Umschau 1978; 24: 794
8. Zatoński W, Kwiatkowska J, Zawadzki J, Marczewski A, Smolik R, Bazewicz M. Zastosowanie elektronicznej techniki obliczeniowej w badaniach epidemiologicznych - system BAMED. Pol Tyg Lek 1980; 35: 1125
9. Zatoński W, Marczewski A, Smolik R. Zaprogramowany opis badania lekarskiego (ZOBL) [Computer-assisted diagnosis]. Pol Tyg Lek 1980; 35(30): 1163-1165
10. Zatoński W, Didkowska J, Gadomska H. Epidemiologiczna analiza umieralności na nowotwory złośliwe krtani w Polsce. Nowotwory 1982; 32: 273
11. Baran I, Didkowska J, Iwankiewicz ST, Kręcicka-Zalewska M, Pośpiech L, Tarkowski W, Zatoński W, Zatoński D. Analiza zachorowań na nowotwory złośliwe krtani na terenie Dolnego Śląska w 1981 r. Otolaryngol Pol 1983; 3: 147
12. Zatoński W, Gadomska H, Abramczuk A. Nowotwory złośliwe krtani - analiza epidemiologiczna. Otolaryngol Pol 1983; 7: 413
13. Madej G, Didkowska J, Zatoński W. Epidemiologia nowotworów złośliwych jądra w Polsce. Epidemiologiczna analiza umieralności. Nowotwory 1984; 34: 245
14. Zatoński W. Częstość i rozkład palenia tytoniu w Polsce. Przegl Przeciwtyt 1984; 1: 136
15. Zatoński W, Didkowska J. Geograficzne różnice w umieralności na nowotwory złośliwe krtani w Polsce w latach 1970‑1981. Nowotwory 1985; 4: 348
16. Zatoński W, Przewoźniak K. Zawartość substancji szkodliwych w polskich papierosach w 1985 r. Pneum Pol 1987; 7‑8: 377‑381
17. Zatoński W, Ohshima H, Przewoźniak K, Drosik K, Mierzwińska J, Krygier M, Chmielarczyk W, Bartsch H. Urinary excretion of N nitrosaminoacids and nitrate by inhabitants of high and low risk areas for stomach cancer in Poland. Int J Cancer 1989; 44: 823-827
18. Riboli E, Preston-Martin S, Saracci R, Haley NJ, Trichopoulos D, Becher H, Burch D, Fontham ETH, Gao Y-T, Jindal SK, Koo LC, Marchand LL, Segnan N, Shimizu H, Stanta G, Wu-Williams AH, Zatoński W. Exposure of nonsmoking women to environmental tobacco smoke: a 10-country collaborative study. Cancer Causes Control 1990; 1: 243-252
19. Zatoński W, Becher H, Lissowska J. Smoking cessation: intermediate nonsmoking periods and reduction of laryngeal cancer risk. JNCI 1990; 82: 1427-1428
20. Zatoński W, Jeziorski K, Tyczyński J. Testicular cancer in Poland. Lancet 1990; 336: 183
21. Parkin DM (on behalf of the ECLIS Study Group). The European Childhood Leukaemia/Lymphoma Incidence Study. Radiation Res 1990; 124: 370-371
22. Zatoński W, et al. Is tee a protective factor in cancer of the pancreas? Journal of Cancer Research and Clinical Oncology 1990, 116: 351
23. Zatoński W, Becher H, Lissowska J, Wahrendorf J. Tobacco, alcohol and diet in the etiology of laryngeal cancer: a population-based case-control study. Cancer Causes and Control 1991, 48: 390-394
24. Howe GR, Ghadirian P, Bueno de Mesquita B, Zatoński W, et al. A collaborative case-control study of nutrient intake and pancreatic cancer within the SEARCH programme. Int J Cancer 1992; 51: 365-372
25. Zatoński W, La Vecchia C, Przewoźniak K, Maisonneuve P, Lowenfels ALB, Boyle P. Risk factors for gallbladder cancer - a Polish case-control study. Int J Cancer 1992; 51(5): 707-711
26. Parkin DM, Cardis E, Zatoński W, et al. Childhood Leukemia Following the Chernobyl Accident: The European Childhood Leukemia - Lymphoma Incidence Study (ECLIS). European Journal 1993; 29A(1): 87-95
27. Przewoźniak K, Zatoński W. Tobacco Smoking in Poland in the Years 1923-1987. Pol Pop Rev 1993; 3: 103-124
28. Zatoński W, Boyle P, Przewoźniak K, Maisonneuve P, Drosik K, Walker M. Cigarette smoking, alcohol, tea and coffee consumption and pancreas cancer risk: A case-control study from Opole, Poland. Int J Cancer 1993; 53: 601-607
29. Adami HO, Bergström R, Möhner M, Zatoński W, Storm H, Anders E, Tretli S, Teppo L, Ziegler H, Rahu M, Gurevicius R, Stengrevics A. Testicular cancer in nine northern european countries. Int J Cancer 1994; 59: 33-38
30. Zatoński W. Stan zdrowia Polaków. Medycyna po Dyplomie 1994; 3: 15-22
31. Zatoński W. The health of the Polish population. Public Health Rev, Israel 1995; 23: 139-156
32. Fagerström KO, Kunze M, Schoberberger R, Breslau N, Hughes JR, Hurt RD, Puska P, Ramström L, Zatoński W. Nicotine dependence versus smoking prevalence: comparisons among countries and categories of smokers. Tobacco Control 1996; 5: 52-56
33. McMichael A, Zatoński W. Environmental, behavioral, and socioeconomic influences: tackling the historical jigsaw puzzle of health in Central and Eastern Europe. Int J Occup Environ Health 1996; 2: 161-163
34. Zatoński W, Boyle P. Commentary. Health transformations in Poland after 1988. Journal of Epidemiology and Biostatistics 1996; 1(4): 183–197
35. Zatoński W, Jurgielaniec S, Przewoźniak K. It can be done: the battle on tobacco control law in Poland. Tobacco - the growing epidemic. Abstract book. The 10th world conference on tobacco or health. 24-28 August 1997, Beijing, China: 70
36. Przewoźniak K, Zatoński W, Jaworski JM. Great Polish Smoke-out 1991-1996; Hundred thousands of Poles quit smoking. Tobacco - the growing epidemic. Abstract book. The 10th World Conference on Tobacco or Heaalth, 24-28 August 1997, Beijing, China: 75
37. Webb PM, Bates ChJ, Palli D, Forman D, and The Eurogast Study Group: Zatoński W, Tyczyński J. Gastric cancer, gastritis and plasma vitamin C: results from an international correlation and cross-sectional study. Int J Cancer 1997; 73(5): 684-689
38. Zatoński W, et al. Epidemiological aspects of gallbladder cancer: a case-control study of the SEARCH programme of the International Agency for Research Cancer. Journal of the National Cancer Institute 1997; 89: 1132-1138
39. Zatoński W, McMichael AJ, Powles JW. Ecological study of reasons for sharp decline in mortality from ischaemic heart disease in Poland since 1991. BMJ 1998; 316: 1047-1051
40. McKee M, Zatoński W. How the cardiovascular burden of illness is changing in eastern Europe. Evidence-Based Cardiovascular Medicine 1998: 39-41
41. Gray N, Boyle P, Zatoński W. Tar concentrations in cigarettes and carcinogen content. Lancet 1998; 352: 787-788
42. Zatoński W. Alcohol and health: what is good for the French may not be for the Russians. J Epidemiol Community Health 1998; 52: 766-767
43. Zatoński W, et al. Ecological study of reasons for sharp decline in mortality from ischaemic heart disease in Poland since 1991. British Medical Journal 1998; 318: 147–1051
44. Maisonneuve P, Boyle P, Zatoński WA. Epidemiology of gallbladder cancer. Hepatogastroenterology 1999; 46(27): 1529-1532
45. Lissowska J, Groves FD, Sobin LH, Fraumeni JF, Nasierowska-Guttmejer A, Radziszewski J, Reguła J, Hsing AW, Zatoński W, Blot WJ, Chow W-H. Family history and risk of stomach cancer in Warsaw, Poland. Europ J of Cancer Prev 1999; 8: 223-227
46. Chow W-H, Swanson ChA, Lissowska J, Groves FD, Sobin LH, Nasierowska-Guttmejer A, Radzieszewski J, Reguła J, Hsing AW, Jagannatha S, Zatoński W, Blot W. Risk of stomach cancer in relation to consumption of cigarettes, alcohol, tea and coffee in Warsaw, Poland. Int J Cancer 1999; 81: 871-876
47. Jaworski M, Przewoźniak K, Zatoński W, Thompson S. The great Polish smokeout - 19 November 1998. Workshop and poster session on tobacco control in Central and Eastern Europe. Abstract Book. 2nd European Conference on Tobacco or Health, Las Palmas de Gran Canaria, 23-27.02.1999: 14
48. Jurgielaniec S, Zatoński W, Przewoźniak K. Poland's comprehensive tobacco control law and its effects on public health. Workshop and Poster Session on Tobacco Control in Central and Eastern Europe. Abstract Book. 2nd European Conference on Tobacco or Health, Las Palmas de Gran Canaria, 23-27.02.1999: 15.
49. Fagerström K, Boyle P, Kunze M, Zatoński W. The anti-smoking climate in EU countries and Poland. Lung Cancer 2001; 32: 1-5
50. Pilarska A, Piekarczyk J, Samolczyk-Wanyura D, Zatoński W, Lissowska J, Pilarski P. Korelacja czynników ryzyka w powstawaniu raka płaskonabłonkowego jamy ustnej. Nowotwory – Journal of Oncology. I Kongres Onkologii Polskiej, Katowice 11-14 Września 2002; 53(4): 25
51. Lissowska J, Pilarska A, Pilarski P, Samolczyk-Wanyura D, Bardin-Mikołajczak A, Zatoński W, Herrero R, Muňoz N, Franceschi S. Smoking, alcohol, diet, dentition and sexual practices in the epidemiology of oral cancer in Poland. Europ J of Cancer Prevention 2003; 12(1): 25-33
52. Zatoński W. Decreasing Smoking in Poland: The Importance of a Comprehensive Governmental Policy. J Clin Psychiatry Monograph 2003; 18(1): 74-82
53. Boyle P, Autier P, Bartelnik H, (...), Zatoński W. European Code Against Cancer and scientific justification: third version (2003). Annals of Oncology 2003; 14(7): 973-1005
54. Rudnicka L, Zatoński W, Maj M, Rakowska A. Increasing melanoma morbility and mortality in Poland. Journal of the European Academy of Dermatology and Venereology 2003; 17(3): 113-114
55. Lissowska J, Pilarska A, Pilarski P, Samolczyk-Wanyura D, Piekarczyk J, Bardin-Mikołajczak A, Zatoński W. Smoking, alkohol and dentition in the epidemiology of oral cancer in Poland. Joint Scientific Meeting of the International Epidemiological Association European Epidemiology Federation (IEA EEF) & the Spanish Society of Epidemiology (SEE) Toledo, 1-4 October; Gaceta Sanitaria 2003; 17(Suppl 2): 85
56. Lissowska J, Gail MH, Pee D, Groves FD, Sobin LH, Nasierowska-Gutmajer A, Sygnowska E, Zatoński W, Blot WJ, Chow W-H. Diet and Stomach Cancer Risk in Warsaw, Poland. Nutrition and Cancer 2004; 48(2): 149-159
57. Zdrojewski T, Rutkowski M, Zarzeczna-Baran M, (...), Zatoński W, Wyrzykowski B. w imieniu Rady Polskiego Projektu 400 Miast. Ogólnopolski, wieloośrodkowy program profilaktyki chorób układu krążenia – Polski Projekt 400 Miast. Główne założenia, cele oraz sposób realizacji. Polski Przegląd Kardiologiczny 2004; 6(4): 423-430
58. Didkowska J, Mańczuk M, McNeill A, Powles J, Zatoński W. Lung cancer mortality at ages 35-54 in the European Union: ecological study of evolving tobacco epidemics. BMJ 2005; 331: 189-191
59. Huang W-Y, Chow W-H, Rothman N, Lissowska J, Llaca V, Yeager M, Zatoński W, Hayes RB. Selected DNA repair polymorphisms and gastric cancer in Poland. Carcinogenesis 2005; 26(8): 1354-1359
60. Zatoński W, Willett W. Changes in dietary fat and declining coronary heart disease in Poland: population based study. (2005) BMJ; 331:187-188
61. Zatoński W. Smoking or Health Korea and Poland. Abstracts NCC Symposium w Sejong Great Hall in Seul November 11, 2005: 10-48
62. Zatoński W, Cedzynska M, Karpinska E. Raport: Ocena skuteczności i bezpieczeństwa stosowania roślinnego preparatu Tabex opartego o substancję czynną cytyzynę w leczeniu zespołu uzależnienia od tytoniu (F.17 – X M.K.CH) (ZUT). Otwarta obserwacja kliniczna 12-tygodniowa, przedłużona do 12 miesięcy (listopad 2003 – grudzień 2005) Medycyna Praktyczna, Kraków 2005
63. Warren CW, Jones NR, Eriksen MP, Asma S, for the Global Tobacco Surveillance System (GTS) collaborative group ... Przewoźniak K, Zatoński W. Patterns of global tobacco use in young people and implications for future chronic disease burden in adults. Lancet 2006; 367(9512): 749-753
64. Zatoński W, Mikucka M, La Vecchia C, Boyle P. Infant mortality in Central Europe: effects of transition. Gac Sanit 2006; 20(1): 63-66
65. Garcia-Closas M, Brinton LA, Lissowska J,(...), Zatoński W,(...). Established breast cancer risk factors by clinically important tumour characteristics. British Journal of Cancer 2006: 95(1): 123-129
66. Zatonski W, Cedzynska M, Tutka P, West R. An uncontrolled trial of cytisine (Tabex) for smoking cessation. Tob Control 2006; 15: 481-484
67. Tutka P, Zatoński W. Cytisine for the treatment of nicotine addiction: from a molecule to therapeutic efficacy. Pharmacological Reports 2006; 58: 777-798
68. Jha P, Peto R, Zatoński W, Boreham J, Jarvis MJ, Lopez AD. Social inequalities in male mortality, and in male mortality from smoking: indirect estimation from national death rates in England and Wales, Poland, and North America. Lancet 2006; 368: 367-370
69. Didkowska J, Wojciechowska U, Zatoński W. Nowotwory szyjki macicy w Polsce - epidemiologiczny bilans otwarcia i perspektywy. Gin Pol 2006; 77(9): 660-666
70. Tutka P, Mróz K, Zatoński W. Cytyzyna - renesans znanego alkaloidu. Aspekty farmakologiczne zastosowania w leczeniu uzależnienia od nikotyny. Farmakoterapia w Psychiatrii i Neurologii 2006; 1: 33-39
71. Zatoński W. The East-West Health Gap in Europe – what are the causes? Europ J Public Health 2007;17(2):121
72. Rehm J, Sulkowska U, Mańczuk M, Boffetta P, Powles J, Popova S, Zatoński W. Alcohol accounts for a high proportion of premature mortality in central and eastern Europe. Int J Epidemiol 2007; 36: 458-467
73. West R, Zatoński W, Przewoźniak K, Jarvis MJ. Can we trust national smoking prevalence figures? Discrepancies between bioch emically assessed and self-reported smoking rates in three countries. Cancer Epidemiol Biomarkers Prev 2007; 16(4): 820-822
74. Zatoński W. The East-West Health Gap in Europe – what are the causes? Europ J Public Health 2007; 17(2): 121
75. Zatoński WA, Manczuk M, Powles J, Negri E. Convergence of male and female lung cancer mortality at younger ages in the European Union and Russia. Eur J Pub Health 2007; 17(5): 450-454
76. Zatoński W, Campos H, Willett W. Rapid declines in coronary heart disease mortality in Eastern Europe are associated with increased consumption of oils rich in alpha-linolenic acid. Eur J Epidemiol. 2008; 23(1): 3-10
77. Bardin A, Vaccarella S, Clifford GM, Lissowska J, Rekosz M, Bobkiewicz P, Kupryjańczyk J, Krynicki R, Jonska-Gmyrek J, Danska-Bidzinska A, Snijders PJF, Meijer CJLM, Zatoński W, Franceschi S. Human papillomavirus infection in women with and without cervical cancer in Warsaw, Poland. Eur J Cancer 2008; 44: 557-564
78. Zatoński W, Didkowska J. Closing the gap: Cancer in Central and Eastern Europe (CEE). Europ J Cancer 2008; 44: 1425-1437
79. Bagnardi V, Zatoński W, Scotti L, La Vecchia C, Corrao G. Does drinking pattern modify the effect of alcohol on the risk of coronary heart disease? Evidence from a meta-analysis. J Epidemiol Community Health 2008; 62(7): 615-619
80. Zatoński WA, Sulkowska U, Mańczuk M, Rehm J, Boffetta P, Lowenfels AB, La Vecchia C. Liver Cirrhosis Mortality in Europe, with Special Attention to Central and Eastern Europe. Eur Addict Res 2010; 16(4): 193-201
81. West R, Zatoński W, Cedzyńska M, Lewandowska D, Pazik J, Aveyard P, Stapleton J. Placebo-Controlled Trial of Cytisine for Smoking Cessation. N Engl J Med 2011; 365(13): 1193-1200
82. Rehm J, Zatoński W, Taylor B, Andersen P. Epidemiology and alcohol policy in Europe. Addiction 2011; 106(suppl 1): 11-19
83. Zatoński WA. The PONS study and its place in the strategy of health gain in Poland. Annals of Agricultural and Environmental Medicine 2011; 18(2): 193
84. Zatoński WA, and the HEM project team. Epidemiological analysis of health situation development in Europe and its causes until 1990. Annals of Agricultural and Environmental Medicine 2011; 18(2): 194-202
85. Zatoński WA, Vatten L. The Polish-Norwegian Study (PONS). Annals of Agricultural and Environmental Medicine 2011; 18(2): 285
86. Zatoński WA, Mańczuk M, and Kielce PONS team. POlish-Norwegian Study (PONS): research on chronic non-communicable diseases in European high risk countries – study design. Annals of Agricultural and Environmental Medicine 2011; 18(2): 203-206
87. Giovino GA, Mirza SA, Samet JM, Gupta PC, Jarvis MJ, Bhala N, Peto R, Zatoński W, Hsia J, Morton J, Palipudi KM, Asma S, for The GATS Collaborative Group. Tobacco use in 3 billion individuals from 16 countries: an analysis of nationally representative cross-sectional household surveys. Lancet 2012; 380(9842): 668-679.
88. Zatoński W, Bhala N. Response to letter from S.V. Jargin. Public Health 2013; 127(2): 191-192
89. Zatoński W, Zatoński M. Cytisine versus Nicotine for Smoking Cessation. N Engl J Med 2015; 372(11): 1072
90. Zatoński WA, Sulkowska U, Zatoński MZ, Herbeć AA, Muszyńska MM. Alcohol taxation and premature mortality in Europe. Lancet 2015; 385(9974): 1181
91. Zatoński WA, Zatoński M. Democracy is healthier – health in Poland in the late 1980s and 1990s. J Health Inequal 2016; 2(1): 17-24
92. Zatoński M, Zatoński WA, Przewoźniak K, Jaworski M. The significance and impact of the Polish Anti-tobacco Law. J Health Inequal 2016; 2(1): 32-35
93. Aaro LE, Mazur J, Zatoński WA, Samdal O. Trends in smoking among Polish and Norwegian youth 1986-2014. J Health Inequal 2016; 2(1): 44-51
94. Zatoński WA. From Kazimierz to Athens - three decades of tobacco control advancement in Europe: time to tobacco-caused diseases endgame. Tob Prev Cessation 2017; 3(Suppl): 113
95. Zatoński WA, Zatoński M. Poland’s rapid lung cancer decline in the years 1990-2016. The first step towards the eradication of lung cancer in Poland. Health Prob Civil 2017; 11(4): 211-225
96. Zatoński WA, Janik-Koncewicz K, Zatoński M, Mazur J, Tukiendorf A, Posobkiewicz M, Przewoźniak K. Rapid decline in cigarette smoking among children in Poland. Tob Prev Cessation 2018; 4(Suppl): A21
97. Zatoński M, Herbeć A, Zatoński WA, et al. Characterising smokers of menthol and flavoured cigarettes, their attitudes towards tobacco regulation, and the anticipated impact of the Tobacco Products Directive on their smoking and quitting behaviours: The EUREST-PLUS ITC Europe Surveys. Tob Induc Dis 2018; 16(Suppl 2): A4
98. Zatoński WA. The alcohol crisis in Polish public health. J Health Inequal 2019; 5(2): 122-123
99. Zatoński WA, Zatoński MZ, Janik-Koncewicz K, McKee M. Alcohol-related liver cirrhosis in Poland: the reservoir effect. Lancet Gastroenterol Hepatol 2020; 5(12): 1035
100. Janik-Koncewicz K, Parascandola M, Bachand J, Zatoński M, Przewoźniak K, Zatoński W. E-cigarette use among Polish students: findings from the 2016 Poland Global Youth Tobacco Survey. J Health Inequal 2020; 6(2): 95-103
101. Zatoński WA, Zatoński M, Janik-Koncewicz K, Wojtyła A. Alcohol-related deaths in Poland during a period of weakening alcohol control measures. JAMA 2021; 325(11): 1108-1109
102. Zatoński WA, Janik-Koncewicz K, Zatoński M, Wojtyła A. Health decline in Poland after 2002: response to a recent analysis of the changes in disease burden in Poland. J Health Inequal 2021; 7 (1): 2-6
103. Janik-Koncewicz K, Zatoński WA, Zatoński M. Use of Electronic Nicotine Delivery Systems (ENDS) in Poland in 2019. J Health Inequal 2021; 7(1): 26-31
104. Zatoński WA, Janik-Koncewicz K, Zatoński M. Role of Primary Prevention in Lung Cancer Control in Poland. J Thorac Oncol. 2021; 16(10): e93-e94
105. Zatoński WA, Janik-Koncewicz K, Zatoński M. Life expectancy and alcohol use health burden in Poland after 2002. J Health Inequal 2022; 8(1): 4-16
106. Radisauskas R, Stelemekas M, Petkeciciene J, et al. (…Zatonski W). Alcohol-attributable mortality and alcohol control policy in the Baltic Countries and Poland in 2001-2020: an interrupted time-series analysis. Subst Abuse Treat Prev Policy 2023; 18(1): 65.
107. Rehm J, Badaras R, Ferreira-Borges C, et al. (…Zatoński WA). Impact of the WHO "best buys" for alcohol policy on consumption and health in the Baltic countries and Poland 2000-2020. Lancet Reg Health Eur 2023: 33: 100704.
108. Mechili EA, Przewożniak K, Driezen P, et al. (…Zatoński W). Smokers' support for the ban on sale of slim cigarettes in six European countries: findings from the EUREST-PLUS ITC Europe Surveys. Open Res Eur 2023; 1: 52
109. Zatoński W, Janik-Koncewicz K, Herbeć A, et al. Session proposal: Tobacco control and cessation in Poland: past, present and future. Tob. Prev. Cessation 2023: 9(Supplement 2): A114
110. Zatoński WA, Janik-Koncewicz K, Neneman J, Gruszczyński Ł. Tobacco control collapse in Poland after 2015. Alarming increase in cigarette consumption. J Health Inequal 2023; 9(2): 108-114
111. Janik-Koncewicz K, Zatoński WA. What course did the coronavirus pandemic take in Poland and what factors could have influenced it? J Health Inequal 2023; 9(2): 146-147.
112. Gilham C, Janik-Koncewicz K, Zatoński WA, Peto J. Cervical cancer mortality trends in England and Poland. J Health Inequal 2024; 10(2): 132-137
113. Basiak-Rasała A, Janik-Koncewicz K, Zatońska K, Zatoński WA. The course of the COVID-19 pandemic in Poland (2020-2023). J Health Inequal 2025; 11(1): 3-9
114. Janik-Koncewicz K, Dzionek-Kozłowska J, Zatoński WA, Neneman J, Parascandola M. Nicotine product use in a sample of schoolchildren in Poland. J Health Inequal 2025; 11(1): 28-36

## Najważniejsze podręczniki, książki
1. Zatoński W. Badanie aktywności enzymów glikolitycznych krwinek czerwonych z uwzględnieniem właściwości erytrocytarnej fosfofruktokinazy u narażonych na działanie benzenu. Prace Naukowe Akademii Medycznej we Wrocławiu 1974; 7: 83
2. Zatoński W, Wachnik S. Wybrane kierunki zastosowań systemu WASC do medycyny klinicznej w Akademii Medycznej we Wrocławiu. Raport nr 68 Zakładu Informatyki Politechniki, Wrocław 1975
3. Zatoński W, Becker N. Atlas of cancer mortality in Poland, 1975‑1979. Springer Verlag, Heidelberg 1988
4. Zatoński W, Boyle P, Tyczyński J. Cancer prevention vital statistics to intervention. PA Interpress, Warsaw 1990
5. Zatoński W, Tyczyński J. Cancer in Poland. Epidemiological situation. In: Cancer prevention vital statistics to intervention. Zatoński W, Boyle P, Tyczyński J (eds). PA Interpress, Warsaw 1990: 48-84
6. Zatoński W, Tarkowski W, Chmielarczyk W, Tyczyński J (eds). Nowotwory złośliwe w Polsce w 1987 roku. Centrum Onkologii‑Instytut im. M. Skłodowskiej‑Curie, Warszawa 1990
7. Zatoński W, Tyczyński J. Geografia umieralności na nowotwory złośliwe w Polsce. W: Przestrzenne problemy zdrowotności. Mazurkiewicz L, Wróbel A (red). Institute of Geography and Spatial Organization Polish Academy of Sciences, Warszawa 1990: 119-140
8. Zatoński W, Tyczyński J, Didkowska J. Zur Epidemiologie des Kehlkopfkrebses in Polen. In: Krebsrisiken im Kopf-Hals-Bereich. Maier H, Weidauer H (eds). Springer-Verlag 1991: 124-136
9. Zatoński W, Przewoźniak K (red). Zdrowotne następstwa palenia tytoniu w Polsce. Ariel, Warszawa 1992
10. Zatoński W. Historia badań nad zdrowotnymi następstwami palenia tytoniu. W: Zdrowotne następstwa palenia tytoniu w Polsce. Zatoński W, Przewoźniak K (red). Ariel, Warszawa 1992: 21-28
11. Doll R, Peto R, Bjartveit K, Chazova L, Cholmogorova G, Hirsch A, Levschin V, Simpson D, Zatoński W. Tobacco and death in Eastern Europe. In: Cancer Prevention in Europe. Bodmer W, Zaridze D (eds). Organization of European Cancer Institutes, London 1993: 71-97
12. Zatoński W, Pukkala E, Didkowska J, et. al. Atlas umieralności na nowotwory złośliwe w Polsce w latach 1986-1990. Centrum Onkologii-Instytut, Interspar Oficyna Wydawnicza, Warszawa 1993
13. Zatoński W. (wsp. Didkowska J, Tyczyński J, Pukkala E, Gustavsson N). Nowotwory złośliwe w Polsce. Centrum Onkologii-Instytut, Wiedza i Życie, Warszawa 1993
14. Zatoński W, TyczyńskI J, Wojciechowska U, Tarkowski W, Didkowska J. Nowotwory złośliwe w Polsce 1991. Centrum Onkologii-Instytut, Warszawa 1994
15. Zatoński W, Tyczyński J. Rejestracja nowotworów złośliwych jako narzędzie walki z rakiem. W: Rejestracja Nowotworów Złośliwych w Polsce. Tyczyński J, Zatoński W (red). Centrum Onkologii-Instytut im. M. Skłodowskiej-Curie, Warszawa 1994: 21-27
16. Zatoński W. Leczenie z uzależnienia od tytoniu, rola lekarza. Centrum Onkologii-Instytut, Interspar Oficyna Wydawnicza, Warszawa 1994
17. Zatoński W. An overview of the challenges in tobacco problems in Central and Eastern Europe. W: Tobacco and Health. Slama K. Plenum Press, New York 1995: 281-283
18. Zatoński W. Palenie Tytoniu. W: Choroby Wewnętrzne. Wojtczak A (red). PZWL, Warszawa 1995; 3(5): 640-652
19. Zatoński W, Hulanicka B, Tyczyński J (eds). Stan zdrowia Polaków. Monografie Zakładu Antropologii PAN, Wrocław 1996: 15
20. Zatoński W. Zagrożenia chorobami onkologicznymi w perspektywie XXI wieku. W: Polska na drodze do zjednoczonej Europy. Komitet Prognoz „Polska w XXI wieku” przy Prezydium PAN. Elipsa, Warszawa 1996: 81-88
21. Zatoński W. Stan zdrowia Polaków. W: Stan zdrowia Polaków. Zatoński W, Hulanicka B, Tyczyński J (red). Materiały z Konferencji Naukowej PAN, Warszawa 9-10.12.1994. Monografie Zakładu Antropologii Polskiej Akademii Nauk, Wrocław 1996; 15: 7-27
22. Zatoński W, Tyczyński J. Epidemiologia nowotworów złośliwych w Polsce. W: Stan zdrowia Polaków. Zatoński W, Hulanicka B, Tyczyński J (red). Materiały z Konferencji Naukowej PAN, Warszawa 9-10.12.1994. Monografie Zakładu Antropologii Polskiej Akademii Nauk. Wrocław 1996; 15: 84-106
23. Przewoźniak K, Zatoński W. Trendy, geografia i społeczno-behawioralna charakterystyka palenia tytoniu w Polsce. W: Stan zdrowia Polaków. Zatoński W, Hulanicka B, Tyczyński J (red). Materiały z Konferencji Naukowej PAN, Warszawa 9-10.12.1994. Monografie Zakładu Antropologii Polskiej Akademii Nauk, Wrocław 1996; 15: 175-195
24. Zatoński W. Rozwój sytuacji zdrowotnej w Polsce po roku 1988. Centrum Onkologii-Instytut im. M. Skłodowskiej-Curie, Zakład Epidemiologii i Prewencji Nowotworów, Warszawa 1996
25. Zatoński W, Tyczyński J. Stan zdrowia ludności. W: Atlas Rzeczypospolitej Polskiej. Główny Geodeta Kraju. Najgrowski M (red). PAN Instytut Geografii i Przestrzennego Zagospodarowania, Warszawa 1996
26. Szymborski J, Zatoński W. Szkolne programy zapobiegania paleniu tytoniu. Państwowy Zakład Higieny, Warszawa 1996
27. Zatoński W, Tyczyński J (red). Epidemiologia nowotworów złośliwych w Polsce w piętnastoleciu 1980-1994. Centrum Onkologii-Instytut im. M. Skłodowskiej-Curie, Warszawa 1997
28. Zatoński W. Czy w Demokracji żyje się zdrowiej? Zmiany umieralności w Polsce po 1988 roku. Fundacja „Promocja Zdrowia”, Warszawa 1997
29. Zatoński W. The dynamics of mortality in Poland. Dialogue and Universalism - Toward Synergy of Civilizations. Polish Academy of Sciences 1998; 9: 57-96
30. Szymborski J, Zatoński W. Szkolne Programy Zapobiegania Paleniu Tytoniu. Centrum Onkologii-Instytut, Warszawa 1998
31. Zatoński W. The dynamics of mortality in Poland. In: Health and mortality issues of global concern. Chaime J, Cliquet RL (eds). CBGS, Belgium 1999; 227-261
32. Zatoński W. Demokracja jest zdrowsza. Cud zdrowotny nad Wisłą. Centrum Onkologii-Instytut, Warszawa 1999
33. Szymborski J, Zatoński W, Kowalczyk T, Braniecka G. Edukacyjne programy antytytoniowe. Założenia strategiczne do zreformowanego systemu oświaty w Polsce. Instytut Matki i Dziecka, Warszawa 1999
34. Zatoński W. Rozwój sytuacji zdrowotnej w Polsce na tle innych krajów Europy Środkowej i Wschodniej. Wydawnictwo ANTA, Warszawa 2000
35. Zatoński W. Sytuacja zdrowotna w Polsce na tle krajów Europy Środkowej i Wschodniej. W: Perspektywy epidemiologii w Polsce – bilans otwarcia na XXI wiek. Brzeziński ZJ (red). Komisja Epidemiologii Komitetu Epidemiologii i Zdrowia Publicznego Wydziału Nauk Medycznych Polskiej Akademii Nauk, Warszawa 2001: 15-30
36. Zatoński WA, Jha P. The health transformation in Eastern Europe after 1990: a second look. The M. Skłodowska-Curie Memorial Cancer Center and Institute of Oncology, Warsaw 2001
37. Zatoński W, Didkowska J. Epidemiologia nowotworów złośliwych. W: Onkologia Kliniczna. Krzakowski M (red). Wydawnictwo Medyczne Borgis, Warszawa 2001: 22-50
38. Zatoński W. Stan zdrowotny społeczeństwa. W: Dziesięciolecie Polski Niepodległej 1989-1999. Fundacja Księgi Dziesięciolecia Polski Niepodległej. Kuczyński W (red). Wydawnictwo United Publishers & Productions, Warszawa 2001: 983-986
39. Pukkala E, Söderman B, Okeanov A, Storm H, Rahu M, Hakulinen T, Becker N, Stabenov R, Bjarnadottir K, Stengrevics A, Gurevicius R, Glattre E, Zatoński W, Men T, Barlow L (in coll. Didkowska J). Cancer Atlas of Northern Europe. Cancer Society of Finland, Helsinki 2001
40. Zatoński W. Democracy is healthier. A health miracle on the Vistula. Cancer Center and Institute of Oncology, Warsaw 2001.
41. Zatoński W. Zdrowie Dzieci a bierne palenie tytoniu. Centrum Onkologii-Instytut, Warszawa 2001
42. Zatoński W. Onkologia i kardiologia a sytuacja epidemiologiczna Polski. Kardiologia i onkologia w Polsce na początku XXI wieku. W: Stan, wyzwania i perspektywy. Nowacki M, Religa Z, Zatoński W (red). I Kongres Demograficzny w Polsce. Konferencja Naukowa Warszawa, 9 października 2002:17-26
43. Bank Światowy (zespół pod kierunkiem Jha P). Rozwój w praktyce. Przeciwko epidemii: działania rządów a ekonomika ograniczenia konsumpcji tytoniu. Opracowanie i redakcja naukowa wydania polskiego: Zatoński W, Przewoźniak K (wsp Gierczyński J, Matusiak S, Sztwiertnia P). Pierwsze polskie wydanie. Medycyna Praktyczna, Kraków 2002
44. Zatoński W, Zatoński T. Epidemiologia nowotworów złośliwych krtani. W: Rak krtani i gardła dolnego. Janczewski G, Osuch-Wójcikiewicz E (red). Alfa-Medica Press, Bielsko-Biała 2002: 15-29
45. Didkowska J, Wojciechowska U, Zatoński W (red). Rejestracja zachorowań na nowotwory złośliwe. Podręcznik dla personelu rejestrów nowotworowych. Centrum Onkologii-Instytut im. M. Skłodowskiej-Curie, Warszawa 2002
46. Zatoński W. Poprawa zdrowia i zmniejszenie śmiertelności dzieci. Raport na temat Milenijnych Celów Rozwoju – Polska, Warszawa 2002: 15-17
47. Zatoński W, Janik K. Mini encyklopedia warzyw i owoców – 5 razy dziennie kolorowa uczta. Zdrowie 2002: 9
48. Zatoński W. Poprawa zdrowia i zmniejszenie śmiertelności dzieci. W: Raport na temat Milenijnych Celów Rozwoju, Polska. Wóycicka I, Topińska I, Zatoński W, Wróblewska W, Grabowski M, Śleszyński J (red). Instytut Badań nad Gospodarka Rynkową, Warszawa 2002: 15-17
49. Zatoński W. Kształtowanie się sytuacji zdrowotnej ludności Polski – uwarunkowania, zagrożenia i problemy. W: Procesy demograficzne u progu XXI wieku Polska a Europa. Strzelecki Z (red). I Kongres Demograficzny w Polsce Sesja Końcowa, Warszawa, 25-26 listopada 2002. Warszawa 2003; tom XVII: 364-374
50. Zatoński W. Democracy and Health: Tobacco Control in Poland. In: Tobacco control policy, strategies, successes, and setbacks. De Beyer L, Waverley Bridgen L (eds). World Bank 2003: 97-120
51. Zatoński W. A Nation’s Recovery, Democracy is Healthier, Case Study of Poland’s Experience in Tobacco Control. Health Promotion Foundation, Warsaw 2003
52. Zatoński W. Lung Cancer Trends in selected European Countries: What we can learn from the Swedish Experience with oral tobacco (snuff). In: European Status Report 2003 on Oral Tobacco: 37-54
53. Nikogosian H, Petera I, Mauer-Stander K. (in collaboration. Zatoński W, Przewoźniak K...). WHO European Country Profiles on Tobacco Control. World Health Organization, Geneva 2003
54. Zatoński W. Droga do zdrowia, Historia przeciwdziałania epidemii chorób tytoniowych w Polsce. Centrum Onkologii-Instytut, Warszawa 2003
55. Zatoński W. Epidemiologia chorób wywołanych paleniem tytoniu. Centrum Onkologii-Instytut im. M. Skłodowskiej-Curie, Warszawa 2003
56. Krzakowski M, Olszewski W, Zatoński W. Podstawy Onkologii. W: Podstawy Chirurgii, podręcznik dla lekarzy specjalizujących się w chirurgii ogólnej. Szmidt J (red). Medycyna Praktyczna, Kraków 2003; 1: 351-358
57. Zatoński W, Radzikowska M, Przewoźniak K. Jak rozmawiać o nałogu palenia papierosów z kobietami w ciąży z grup „wysokiego ryzyka”? Poradnik dla kobiet w ciąży rzucających palenie. Wydanie IV zmienione i uaktualnione. Centrum Onkologii-Instytut, Warszawa 2003
58. Zatoński W, Janik K. Dbaj o zdrowie. Jedz 5 razy dziennie warzywa i owoce. Mini Poradnik. Fundacja Promocja Zdrowia, Warszawa 2003
59. Boyle P, Gray N, Henningford J, Seffrin J, Zatoński W (red). Tobacco. Science, policy and public health. Oxford University Press, England 2004
60. Gilmore AB, Österberg E, Heloma A, Zatoński W, Delchava E, McKee M. Free Trade versus protection of health: The examples of alkohol and tobacco. In: Health policy and European union enlargement. McKee M, MacLehose L, Nolte E (eds). Open University Press, Maidenhead, England 2004: 198-224
61. Zatoński W. Tobacco smoking in central European countries: Poland. In: Tobacco and public health: science and policy. Boyle P, Gray N, Henningfield J, Sefrin J, Zatoński W (eds). Oxford University Press, New York 2004: 235-252
62. McNeill A, ... Zatoński W. Chapter 1. Tobacco use and effects on health. In: Tobacco or Health in the European Union. The Aspect Consortium. European Commission 2004: 25-68
63. Zatoński W. Demokracja jest zdrowsza – cud zdrowotny nad Wisłą. Wydanie V uaktualnione. Centrum Onkologii-Instytut, Warszawa 2004
64. Janik K, Zatoński W. Rozkład masy ciała w Polsce w 2002 roku. W: Wybrane problemy nauki o żywieniu człowieka u progu XXI wieku. Brzozowska A, Gutkowska K. (red). SGGW, Warszawa 2004: 134-139
65. Zatoński W, Didkowska J, Olszewski W. Epidemiologia nowotworów i badania przesiewowe. W: Choroby Wewnętrzne. Szczeklik A. (red). Medycyna Praktyczna, Kraków 2006: 1983-1988
66. Zatoński W. Zdrowie, zachowania zdrowotne, tytoń. W: Palenie tytoniu aspekty medyczne, psychiczne i duchowe. Jaworski R. (red). Płocki Instytut Wydawniczy 2006: 13-22
67. Zatoński W, Didkowska J. Epidemiologia złośliwych nowotworów. W: Onkologia Kliniczna. Tom I. Krzakowski M (red). Wydawnictwo Medyczne Borgis, Warszawa 2006: 28-52
68. Zatoński W. Palenie Tytoniu. W: Zdrowie kobiet w wieku prokreacyjnym 15-49 lat, Polska 2006. Raport: UNFPA, UNDP. Niemiec T. (red) Ministerstwo Zdrowia 2006: 64-69
69. Zatoński W (red) we współp: Górecka D, Opolski G, Pużyński S, Radziwiłł K, Steciwko A, Woy-Wojciechowski J i in. Konsensus dotyczący rozpoznawania i leczenia zespołu uzależnienia od tytoniu. Medycyna Praktyczna 2006; 7: 1-24
70. Zatoński W, Cedzyńska M, Przewoźniak K. Palenie tytoniu. W: Choroby serca i naczyń poradnik lekarza rodzinnego. Opolski G, Lukas W, Steciwko A (red). Via Medica, Gdańsk 2006: 37-49
71. Tutka P, Zatoński W. Cytyzyna. Właściwości farmakologiczne leku stosowanego w leczeniu zespołu uzależnienia od tytoniu. Medycyna Praktyczna, Kraków 2006
72. Didkowska J, Zatoński W. Choroby nowotworowe. W: Sytuacja demograficzna Polski. Strzelecki Z (red). Warszawa 2006; 7(2): 184-192
73. Zatoński W (red). Europejski kodeks walki z rakiem wersja trzecia. Wydanie polskie na podstawie: „European code against cancer and scientific justification: third version 2003”. (współ: Lissowska J, Didkowska J, Jabłońska J). Medycyna Praktyczna, Kraków 2007
74. Zatoński W, Didkowska J. Epidemiologia nowotworów złośliwych w Polsce. W: Aneks do Europejskiego kodeksu walki z rakiem, wersja trzecia. Wydanie polskie 2003. Medycyna Praktyczna, Kraków 2007: 121-135
75. Zatoński W. Jak rzucić palenie. Profesor Witold Zatoński radzi. Wydanie skrócone, Gazeta Wyborcza, 15 listopada 2007.
76. Zatoński W, Didkowska J. Closing the gap: cancer in Central and Eastern Europe. Chapter 13 in: Coleman MP, Alexe D-M, Albreht T, McKee M (eds). Responding to the challenge of cancer in Europe. Institute of Public Health of the Republic of Slovenia 2008: 253-278
77. Zatoński W (eds) with: Mańczuk M, Sulkowska U and the HEM Project team. (Cedzyńska M, Didkowska J, Gumkowski J, Jabłońska J, Janik-Koncewicz K, Przewoźniak K, Tarkowski W, Wojciechowska U, Ziemnicka A). Closing the health gap in European Union. Cancer Center and Institute, Warsaw 2008. [Премахване на различията в здравето в Европейския cъюз. Профил на страна: България; Odstranění rozdílů ve zdraví v Evropské unii. Profil země: Česká republika; Terviselõhe ületamine Euroopa Liidus. Riigi ülevaade: Eesti; Az egészség területén fennálló egyenlőtlenségek csökkentése az Európai Unióban. Országjelentés: Magyarország; Novērst veselības stāvokļa atšķirības starp Eiropas Savienības iedzīvotājiem. Latvijas ziņojums; Sveikatos būklės atotrūkio mažinimas Europos Sąjungoje. Trumpas šalies apibūdinimas: Lietuva; Diminuarea diferenţelor în starea de sănătate în Uniunea Europeană. Profil de ţară: România; Uzatváranie zdravotných rozdielov v Európskej únii. Profil krajiny: Slovensko; Odpravljanje razlik v zdravju v Evropski uniji. Opis značilnosti v državi: Slovenija].
78. Boyle P, Smans M, Benichou J, Boniol M, Gillis CR, LaVecchia C, Levi F, Maisonneuve P, Mazzetta C, d’Onofrio A, Pukkala E, Quinn MJ, Robertson C, Zawidze D, Zatoński W, (et al). Atlas of Cancer Mortality in the European Union and the European Economic Area 1993-1997. IARC Scientific Publications No 159; Lyon France 2008
79. Didkowska J, Wojciechowska U, Zatoński W. Nowotwory złośliwe u dzieci w Polsce w latach 1999-2006. Centrum Onkologii-Instytut im. M. Skłodowskiej-Curie, Warszawa 2008
80. Przewoźniak K, Gumkowski J, Zatoński W. Bierne palenie w Polsce – skala zjawiska, skutki zdrowotne i działania zapobiegawcze. W: Problemy jakości powietrza wewnętrznego w Polsce 2007. Sowa J, Majakowski M (red). Politechnika Warszawska, Wydział Inżynierii Środowiska, Warszawa 2008: 199-202
81. Zatoński W. Przedmowa do wydania polskiego. Meder J (red). Podręcznik Profilaktyki Chorób Nowotworowych. (Schrijvers D, Senn HJ, Mellstedt H, Zakotnik B. European Society for Medical Oncology). Medipage, Warszawa 2009
82. Warren CW, Asma S, Lee J, Lea V, Mackay J, and GTSS Collaborating group Zatoński W, Przewoźniak K. Global Tobacco Surveillance System. The GTSS Atlas. CDC World Lung Foundation, Brighton 2009
83. Didkowska J, Wojciechowska U, Zatoński W. Prognozy zachorowań i umieralności na wybrane nowotwory złośliwe w Polsce do 2025 r. Centrum Onkologii-Instytut im. M. Skłodowskiej-Curie, Warszawa 2009
84. Wojciechowska U, Didkowska J, Zatoński W. Wskaźniki przeżyć chorych na nowotwory złośliwe zdiagnozowanych w Polsce w latach 2000-2002. Centrum Onkologii-Instytut im. M. Skłodowskiej-Curie, Warszawa 2009
85. Zatoński W. Wprowadzenie. Jaworski R (red). Obronić życie przed dymem tytoniowym. Propozycje katechez dla dzieci i młodzieży. Stowarzyszenie Psychologów Chrześcijańskich, Płocki Instytut Wydawniczy, Płock 2009
86. Boyle P, Autier P, Bartelnik H, Baselga J, Boffetta P, Burn HJ, Burns LCh, Denis L, Dicato M, Diehl V, Doll R, Franceschi S, Gillis CR, Gray N, Griciute L, Hackshaw A, Kasler M, Kogevinas M, Kvinnsland S, La Vecchia C, Levi F, McVie JG, Maisonneuve P, Martin-Moreno JM, Newton Bishop J, Oleari F, Perrin P, Quinn M, Richards M, Ringborg U, Scully C, Siracka E, Storm H, Tubiana M, Tursz T, Veronesi U, Wald N, Weber W, Zaridze DG, Zatoński W, zur Hausen H. Europejski kodeks walki z rakiem 2003. Polskie wydanie pod redakcją prof. dr hab. n. med. Witolda Zatońskiego. Centrum Onkologii-Instytut im. Marii Skłodowskiej-Curie, Warszawa 2009
87. Zatoński W. Wstęp do wydania trzeciego Europejski kodeks walki z rakiem 2003. Wydanie polskie na podstawie: „European code against cancer and scientific justification: third version 2003”. (wsp: Lissowska J, Didkowska J, Jabłońska J, Cieśla J,) Centrum Onkologii-Instytut im. Marii Skłodowskiej-Curie, Warszawa 2009
88. Zatoński W, Didkowska J, Epidemiologia nowotworów złośliwych w Polsce – bilans otwarcia. W: Aneks do Europejskiego kodeksu walki z rakiem wersja trzecia 2003 Wydanie polskie. Centrum Onkologii-Instytut im. Marii Skłodowskiej-Curie, Warszawa 2009; 119-135
89. Jha P, Mony P, Moore J, Zatonski W. Avoidance of worldwide vascular deaths and total deaths smoking. Chapter 9 In: Evidence-Based Cardiology. Third edition. Yusuf S, Cairns JA, Camm AJ, Fallen EL, Gersh BJ (eds). Wiley-Blackwell A, John Wiley & Sons 2010: 111-124
90. Boyle P, Gray N, Henningfield J, Sefrin J, Zatoński W. Tobacco science, policy and public health. Second edition. Oxford University Press 2010
91. Zatoński W, Mańczuk M. Tobacco smoking and tobacco-related harm in the European Union with special attention to the new EU member states. In: Tobacco Science, Policy and Public Health. Second edition. Boyle P, Gray N, Henningfield J, Sefrin J, Zatoński W (eds). Oxford University Press 2010: 221-240
92. Zatoński W, Didkowska J, Wojciechowska U, Olszewski W. Epidemiologia nowotworów i badania przesiewowe. W: Choroby wewnętrzne. Stan wiedzy na rok 2010. Szczeklik A (red). Medycyna Praktyczna, Kraków 2010: 2001-2006
93. Wojciechowska U, Didkowska J, Zatoński W. Nowotwory złośliwe w Polsce – wskaźniki 5-letnich przeżyć według województw. Centrum Onkologii-Instytut im. Marii Skłodowskiej-Curie, Warszawa 2010
94. Kawecka-Jaszcz K, Jankowski P, Podolec P, Kopeć G, Naruszewicz M, Opala G, Godycki-Ćwirko M, Kozek E, Stańczyk J, Undas A, Pająk A, Czarnecka D, Zdrojewski T, Cedzyńska M, Sieradzki J, Zatoński W. Wytyczne Polskiego Forum Profilaktyki dotyczące palenia tytoniu. W: Podręcznik Polskiego Forum Profilaktyki Tom 2. Podolec P (red). Medycyna Praktyczna, Kraków 2010: 154-155
95. Zatoński WA, Mańczuk M, Sulkowska U, oraz zespół projektu HEM. Wyrównanie różnic w zdrowiu między krajami Unii Europejskiej. Centrum Onkologii-Instytut im. Marii Skłodowskiej-Curie, Warszawa 2011
96. Zatoński W, Cedzyńska M, Przewoźniak K. Palenie tytoniu. W: Choroby serca i naczyń, poradnik lekarza rodzinnego. Wydanie II. Opolski G, Lukas W, Steciwko A (red). Via Medica, Gdańsk 2011: 43-54
97. Zatoński W. Europejski kodeks walki z rakiem, wersja trzecia 2003 [European code against cancer and scientific justification: third version 2003]. Centrum Onkologii-Instytut im. Marii Skłodowskiej-Curie, Warszawa 2011
98. Zatoński W, Didkowska J. Epidemiologia nowotworów złośliwych w Polsce – bilans otwarcia. W: Aneks do Europejskiego kodeksu walki z rakiem wersja trzecia 2003. Centrum Onkologii-Instytut im. Marii Skłodowskiej-Curie, Warszawa 2011; 119-135
99. Zatoński WA, Didkowska J, Olszewski W. Epidemiologia nowotworów i badania przesiewowe. W: Choroby wewnętrzne. Stan wiedzy na rok 2011. Szczeklik A (red). Medycyna Praktyczna, Kraków 2011; 2045-2050
100. White A, de Sousa B, de Visser R, Houston R, Madsen SA, Makara P, Richardson N, Zatoński W. The state of men’s in Europe. Extended Report. Directorate-General for Health & Consumers, European Union 2011
101. Przewoźniak K, Jaworski JM, Zatoński W. Miejsce pracy wolne od dymu tytoniowego. Fundacja Promocja Zdrowia, Warszawa 2011
102. Zatoński W. Zdrowie – Szczęście Polski i jej obywateli. W: Polska gospodarka rozwój regionów, Warszawa 2012: 216-225
103. Boyle P, Boffetta P, Lowenfels AB, Burns H, Brawley O, Zatoński W, Rehm J. Alcohol science, policy, and public health. Oxford University Press 2013
104. Szymborski J, Zatoński W (red). Zdrowie dzieci i młodzieży w wymiarze socjomedycznym. Zdrowie Publiczne Monografie. Wszechnica Polska Szkoła Wyższa w Warszawie, tom II, Warszawa 2013
105. Przewoźniak K, Łobaszewski J, Zatoński W oraz GYTS Poland Collaborating Group. Postawy wobec palenia tytoniu wśród uczniów w wieku 13-15 lat w województwie mazowieckim. Wyniki badania Global Youth Tobacco Survey z 2009 roku. Zdrowie Publiczne Monografie. Wszechnica Polska Szkoła Wyższa w Warszawie, Warszawa 2013; Tom II: 69-78
106. Zatoński W, Sulkowska U, Przewoźniak K. Epidemiologia nowotworów złośliwych w Polsce. Główny Urząd Statystyczny, Rządowa Rada Ludnościowa 2014: 30-49
107. Gelband H, Jha P, Sankaranarayanan R, Horton S (eds). Disease control priorities. Third edition. Cancer. The World Bank. Jha P, MacLennan M, Chaloupka FJ, Yurekli A, Ramasundarahettige C, Palipudi K, Zatoński W, Asma S, Gupta PC. Global Hazards of Tobacco and the Benefits, 2015: 175-193
108. Zatoński WA, Mańczuk M. Co zagraża zdrowiu Polek i Polaków? Czy zagrożenie nowotworami w Polsce rośnie? W: Wybrane problemy onkologii. Towpik E (red). Wydawnictwo Domena, Warszawa 2015: 19-23
109. Zatońska K, Szuba A, Zatoński WA. Prospektywne Epidemiologiczne Badanie Ludności Miejskiej i Wiejskiej w Polsce - PURE. W: Epidemiologia i prewencja chorób układu krążenia. Kopeć G, Jankowski P, Pająk A, Drygas W (red). Medycyna Praktyczna 2015: 111-113
110. Zdrojewski T, Wierucki Ł, Rutkowski M, Balwicki Ł, Szczęch R, Zarzeczna-Baran M, Grodzicki T, Januszewicz A, Narkiewicz K, Głuszek J, Drygas W, Zatoński W, Wyrzykowski B. Polski Projekt 400 Miast 2003-2008: program wyrównujący dysproporcje zdrowotne powstałe podczas transformacji w Polsce. W: Epidemiologia i prewencja chorób układu krążenia. Kopeć G, Jankowski P, Pająk A, Drygas W (red). Medycyna Praktyczna 2015: 147-155
111. Zatoński W, Przewoźniak K, Herbeć A, Jaworski JM, Przepiórka I. Leczenie zespołu uzależnienia od tytoniu w Polsce – edukacja, poradnictwo, leki. W: Epidemiologia i prewencja chorób układu krążenia. Kopeć G, Jankowski P, Pająk A, Drygas W (red). Medycyna Praktyczna 2015; 1: 231-236
112. Zatoński WA, Didkowska J, Kordek R, Reguła J, Olszewski W. Epidemiologia nowotworów i badania przesiewowe. W: Interna Szczeklika 2015. Szczeklik A, Gajewski P. Medycyna Praktyczna 2015: 2216-2219
113. Sulkowska U, Janik-Koncewicz K, Zatoński W. Nowotwory złośliwe u kobiet. W: Raport Polki 50 plus. Zdrowie i jego zagrożenia. Ostrowska A (red). Fundacja MSD dla zdrowia kobiet, Warszawa 2015: 30-37
114. Strzelecki Z, Szymborski J. Zatoński W. W: Zachorowalność i umieralność na choroby układu krążenia a sytuacja demograficzna Polski. Strzelecki Z, Szymborski J, Czech-Matuszewska W (red). Rządowa Rada Ludnościowa, Warszawa 2015: 320-323
115. Zatoński WA, Zatoński M. Sytuacja zdrowotna. W: Dzieje medycyny w Polsce, tom 3. Lata 1944-1989. Noszczyk W (red). Wydawnictwo Lekarskie PZWL, Warszawa 2016.
116. Zatoński WA. Witold A. Zatoński. W: Drogi do onkologii. Liderzy patrzą wstecz. Furman R. Wydawnictwo Lekarskie PZWL, Warszawa 2017: 113-136
117. Przewoźniak K, Zatoński WA. Palenie Tytoniu. W: Zdrowie Publiczne. Wymiar społeczny i ekologiczny. Golinowska S. (red). Wydawnictwo Naukowe Scholar, Warszawa 2022.